# Michael Bethea
Michael Bethea jr. (Fremont, 22 gennaio 1995) è un ex cestista statunitense.